# Геррен-гассе (станція метро)
48°12′33″ пн. ш. 16°21′56″ сх. д. / 48.2093° пн. ш. 16.3655° сх. д.
«Геррен-гассе» (нім. Herrengasse) — станція Віденського метрополітену, розміщена на лінії U3 між станціями «Фолькстеатер» і «Штефанс-плац». Відкрита 6 квітня 1991 року у складі дільниці «Ердберг» — «Фолькстеатер».
Розташована в 1-го му районі Відня (Іннере-Штадт).